# Dolfin di Carlisle
Dolfin di Carlisle (fl. 1092-XI secolo) è stato un nobile anglosassone, magnate della moderna Cumbria.

## Biografia
Con ogni probabilità suo padre era Gospatric, una delle persone più potenti della regione nella metà dell'XI secolo essendo stato conte di Northumbria nei primi anni del regno di Guglielmo il Conquistatore . Dolfin era il maggiore dei tre figli di Gospatric; Waltheof, signore di Allerdale, e Gospatric II, conte di Lothian, erano suoi fratelli minori.

Secondo la cronaca anglosassone (MS E) nel 1092 Guglielmo II d'Inghilterra espulse un Dolfin da Carlisle. In seguito Guglielmo costruì un castello nella città e fece venire coloni dall'Inghilterra:
[AD 1092] In quest'anno re Guglielmo andò a nord a Carlisle con un grande esercito e restaurò la città e costruì il castello; e mandò via Dolfin, che prima governava quel territorio. E presidiò il castello con i suoi vassalli; e poi venne qui a sud e mandò lì una grande moltitudine di gente [rozza] con donne e bestiame, per vivere lì e coltivare la terra.
Intorno all' anno 1098, Ranulph il Meschino (futuro conte di Chester ) era a capo della regione.
Sebbene si ritenga dai più che questo Dolfin fosse il figlio del conte Gospatric, tale ipotesi è stata occasionalmente contestata, in particolare dallo storico William Kapelle. Sembra che proprio Gospatric fosse il signore del Cumberland al tempo del conte Siward, sebbene Alan Orr Anderson e altri abbiano suggerito che Dolfin abbia ricevuto terre nella regione da Malcolm III di Scozia .